# Hilara bicrassitibia
Hilara bicrassitibia är en tvåvingeart som beskrevs av Smith 1969. Hilara bicrassitibia ingår i släktet Hilara och familjen dansflugor. Inga underarter finns listade i Catalogue of Life.